# 纳斯达克中国指数
纳斯达克中国指数（NASDAQ China Index） 用于跟踪的最大的是上市，并积极在美国上市交易，该指数证券是一个关键的基准跟踪，有刺激世界上最迅速的增长和工业化经济体之一的创新公司的表现中国公司的表现。公司总部设在中国，包括香港、纳斯达克、纽约证券交易所上市，或美国运通是纳入指数的资格；股票必须也有最低200万美元的全球市场的资本，最低平均日报美国100,000股交易量，和每股3.00美元的最低价格。